# Патера Аматерасу

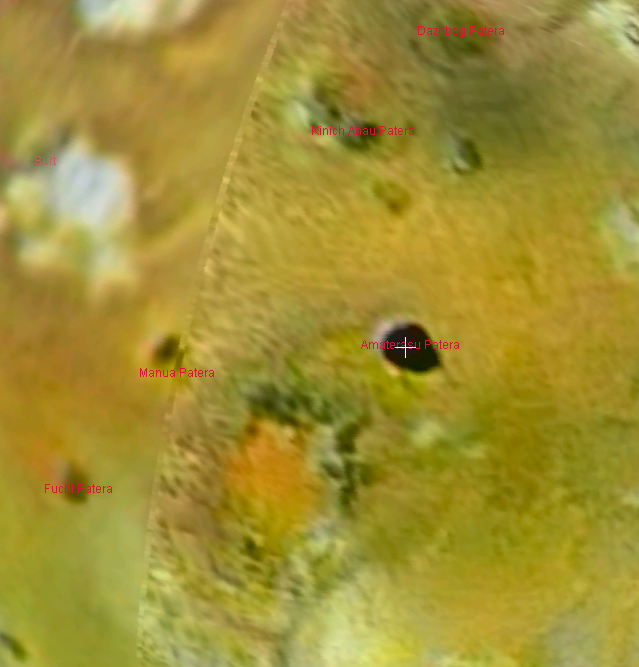
Патера Аматерасу. Скріншот на віртуальному глобусі NASA World Wind.

Патера Аматерасу — патера або комплекс кратерів складної форми з порізаними краями на супутнику Юпітера Іо. Її температура оцінювалася 5 березня 1979 року приблизно у 281 K (+8 °C). Це одне з найтемніших утворень на Іо, і вимір його теплового спектру допоміг упевнитися в зворотній кореляції, що встановлена між альбедо і температурою гарячих точок Іо. З часу першого обороту навколо Юпітера космічного апарата «Галілео», який спостерігав її, патера потемніла. Діаметр патери Аматерасу становить 95,3 км. Розташована за координатами 38°06′ пн. ш. 306°30′ зх. д. / 38.1° пн. ш. 306.5° зх. д.. Вона названа на честь японської богині сонця Аматерасу. На північ від цієї патери розташовані патера Кініч Ахау і патера Дажбога, на захід — патера Мануа і патера Фучі, а на південь — патера Локі.